# Limestone (Oklahoma)
Limestone è un census-designated place (CDP) degli Stati Uniti d'America, situato nello stato dell'Oklahoma, nella contea di Rogers.